# شهرستان بنشوف
ناحیهٔ بنشوو (به چکی: Benešov District) یک ناحیه در جمهوری چک است که در منطقه بوهمی مرکزی واقع شده‌است. ناحیهٔ بنشوو ۱٬۴۷۴٫۶۹ کیلومتر مربع مساحت و ۹۲٬۰۸۴ نفر جمعیت دارد.